# Сульмежиці-Кольонія
Сульмежиці-Кольонія (пол. Sulmierzyce-Kolonia) — село в Польщі, у гміні Сульмежиці Паєнчанського повіту Лодзинського воєводства.
У 1975-1998 роках село належало до Пйотрковського воєводства.